# Дороти Кроуфут Хоџкин
Дороти Мери Кроуфут Хоџкин (енгл. Dorothy Mary Crowfoot Hodgkin; Каиро, 12. мај 1910 — Шипстон он Стоу, 29. јул 1994) је била британска хемичарка, оснивач је протеинске кристалографије, добитница Нобелове награде као и бројних других признања.

## Живот и образовање
Дороти Мери Кроуфут рођена је 1910. у Каиру, где јој је отац Џон Кроуфут радио као археолог. Прве четири године свог живота, Дороти је провела у Египту да би након почетка Првог светског рата прешла у Енглеску где су се о њој старали пријатељи и рођаци. Након завршетка рата, њена мајка одлучује да се врати у Енглеску и преузме бригу о деци и посвети се њиховом образовању. Кроуфутова је подигнута у духу несебичности и алтруизма који ће је пратити до остатка њеног живота због чега је, између осталог, позната и као изузетан хуманитарни радник.
Године 1921, Кроуфутова је кренула у школу Леман где је веома рано показала интересовање за хемију и науку уопште. Захваљујући квалитетном општем образовању које је добила, 1928. уписује студије хемије на Универзитету у Оксфорду. Након дипломирања, 1933. под менторством Џона Дезмонда Бернала на Кембриџу, Дороти почиње рад на својој докторској тези везаној за неистражене воде кристалографије и разних могућности које иста пружа. Кроуфутова се 1934. ипак враћа на Оксфорд где након две године постаје истраживачки сарадник, а ову позицију је задржала све до 1977. На Оксфорду, Кроуфутова је први пут успела да направи слику кристала инсулина користећи се рендгенским зрацима. 1937. коначно добија титулу доктора Универзитета у Кембриџу.
Године 1937, била је значајна година за Кроуфутову и по томе што се те године удала за Томаса Хоџкина. Иако угледан академик и стручњак за Африку, Хоџкинова каријера је била мешовита и он је 1961. отишао у Гану где је добио место саветника тадашњем председнику Квамеу Нкруми. Пар је имао троје деце. Међутим, по бројним изворима, права Доротина љубав био је Бернал, који је био веома харизматична личност, члан Комунистичке партије и страствени симпатизер бројних совјетских режима све до инвазије на Мађарску. Кроуфутова и Бернал су обоје били у браку, од којих ни један није текао глатко. Верује се да је из ове везе потекла и подршка научницима са друге стране Гвоздене завесе коју је Дороти пружала. Предано је радила на успостављању научних веза између Истока и Запада, и била је оштар заговорник рационализације термонуклеарних арсенала оба блока али и веома умерен говорник на ову тему што је било веома битно у загрејаним дискусијама тог времена.
Хоџкинова се званично пензионисала 1977. године, међутим, и након тога наставила је да путује и активно се бави како научним тако и политичким и хуманитарним питањима. Патила је од реуматског артритиса који није одговарао на терапију услед чега је пред крај свог живота изгубила већи део покретљивости својих удова. Ово, међутим, није спутало њен енергични дух тако да је готово до смрти била активан члан академске заједнице. 29. јула 1994. Дороти је преминула од можданог удара у свом дому у Шипстону на Стоу.

## Достигнућа у области хемије
Једно од првих већих достигнућа које је Кроуфутова постигла било је откриће структуре холестерола већ 1937. године.
Следећи велики пројекат на коме је радила било је истраживање структуре бензилпеницилина. Кроуфутова је запањила своје оксфордске колеге новом методом којом је користила. Примена рендгенских зрака у решавању биохемијских проблема било је нешто потпуно ново у то време. Кроуфутова је рано установила да бензилпеницилин може да кристалише на већи број начина и да сам молекул има необичну цикличну структуру која се може наћи у чак четири облика. Ово је представљало потпуно нов кристалографски проблем. Почевши од претпоставке да тринаесточлани лактамски прстен није довољно стабилна конфигурација, након преданог истраживања, др Хоџкин је установила да се пеницилин састоји од два прстена угљеникових атома са азотовим хетероатомом. До овог сазнања, на коме су још од открића пеницилина радили најеминентнији научници света, Дороти је дошла 1945. Ово откриће је довело до синтетисања првих хемијски модификованих пеницилина ширег спектра од постојећих који ће спасити милионе живота. Интересантно је и да је приликом вршења комплексних прорачуна потребних у спровођењу рендгенске кристалографије, Хоџкинова користила један од првих IBM аналогних рачунара, што је уједно била и једна од првих примена рачунара у биохемији.
Након овог истраживања, Дороти се посветила истраживању структуре витамина Б12, чији је молекул чак четири пута већи од пеницилинског. Користећи се различитим доступним кристалима овог витамина, др Хоџкин је почела да се фокусира на позиционирање тежих атома унутар молекула. Ускоро, закључила је да је Б12 заправо један од порфирина, тип молекула повезан са хлорофилом. Крајњу структуру дала је 1954. Њени савременици оценили су да је то био један од најбриљантнијих примена рендгенско кристалографског приступа.
Њен омиљени и најдужи пројекат било је истраживање структуре протеина инсулина. Истраживање је почела већ 1935. са надом да ће откриће структуре помоћи у проналажењу нових третмана за оболеле од дијабетеса. Иако један од најмањих протеина, састоји се из низа од само 51 амино киселине, Хоџкиновој је требало 34 године да коначно дешифрује тродимензионалну структуру инсулина. Користећи се рендгенском кристалографијом, различитим кристалима инсулина као и инсулином добијеним од свиња, напредак је текао полако. За коначно решење био је од великог значаја и напредак на рачунарским системима, без којих комплексне прорачуне једноставно није било могуће извести. Пројекат који сматрала својом првом љубави коначно је завршила 14. августа 1969. давши тродимензионални приказ инсулина.
Осим ових најзначајнијих, применом ових пионирских метода, Дороти је дала структуру лактоглобулина, феритина и многих других једињења.

### Стероидна структура
Хоџкин је био посебно запажена по откривању тродимензионалних биомолекуларних структура. Године 1945, радећи са К.Х. (Хари) Карлајлом, објавила је прву такву структуру стероида, холестерил јодида (радила је са холестерилима још од дана докторских студија).

### Структура пеницилина
Године 1945, Хоџкин и њене колеге, укључујући биохемичарку Барбару Лоу, решили су структуру пеницилина, показујући, супротно тадашњем научном мишљењу, да садржи β-лактамски прстен. Тај рад је објављен тек 1949. године.

### Структура витамина Б12
Године 1948, Хоџкин се први пут сусрела са витамином Б12 и створила нове кристале. Витамин Б12 је први пут откривен у Мерку раније те године. Он је имао је структуру која је у то време била скоро потпуно непозната, а када је Хоџкин открила да садржи кобалт, схватила је да се актуелизација структуре може одредити анализом рендгенске кристалографије. Велика величина молекула, и чињеница да су атоми углавном били неразјашњени, осим кобалта, представљала је изазов у анализи структуре који раније није био истражен.
Из ових кристала је закључила присуство прстенасте структуре јер су кристали били плеохроични, налаз који је касније потврдила помоћу рендгенске кристалографије. Студију Б12 коју је објавила Хоџкин Лоренс Брег је описао као једнако значајну „као и пробијање звучне баријере“. Научници из Мерка су претходно кристалисали Б12, али су објавили само индексе преламања супстанце. Коначна структура Б12, за коју је Хоџкин касније добила Нобелову награду, објављена је 1955. године.

## Награде и признања
Као веома плодоносна научница и цењен академик, Дороти је за свог живота примила низ признања. Свакако најзначајнија била је Нобелова награда за хемију коју је примила 1964. „за утврђивање техникама Х-зрака структуре важних биохемијских супстанци“. Хоџкинова је једна од само 33 жене којима је додељена Нобелова награда.
Годину дана касније, 1965, од британске краљице Елизабете II уведена је у Ред заслужних грађана (енгл. Order of Merit). Попунила је место које је до смрти имао Винстон Черчил.
Члан Краљевског друштва, најеминентнијег британског научног удружења, била је од 1947. а од истог је 1976. добила престижну награду - Коплијеву медаљу.
У периоду између 1970. и 1988. била је ректор Универзитета у Бристолу.
Била је председник Пугваша, међународне организације која окупља академике у циљу смањења опасности од оружаних конфликата великих размера.